# 藤原村雄
藤原 村雄（ふじわら の むらお）は、平安時代前期から中期の貴族。藤原北家、藤原豊沢の子。藤原秀郷の父。官位は従四位下・河内守・下野守。

## 経歴
父である豊沢から職務を受け継ぎ下野大掾に任ぜられ、その流れは子孫の太田氏や小山氏に至るまで続いた。
仁和3年（887年）従五位下、延喜11年（911年）従四位下へと昇進。
承平2年（932年）7月15日、卒去。

## 人物
母は下級役人である史生の鳥取氏。村雄は、自らと同じ国司の掾である鹿島氏から妻を迎えている。下野国司として多くの地方豪族や農民を配下に収め、広大な土地を開墾し、父の代より高い権力を保持していたと考えられている。

## 官歴
『田原族譜』、『下野国誌』、『皆川氏系図』による。
- 時期不詳：下野大掾
- 仁和3年（887年） 8月：従五位下、河内守
- 延喜11年（911年） 正月：従四位下、下野守
- 時期不詳：長門守

## 系譜
注記のないものは『尊卑分脈』による。
- 父：藤原豊沢
- 母：鳥取豊俊の娘
- 妻：鹿島直行の娘[4]
  - 男子：藤原秀郷
  - 男子：藤原宗郷
  - 男子：藤原高郷
  - 男子：藤原永郷
  - 男子：藤原興郷
  - 男子：藤原友郷
  - 男子：藤原時郷
  - 男子：藤原春郷
  - 女子：平国香室[5]